# 毛克利之路
《毛克利之路》（英語：Mowgli's Road）是威爾斯發片歌手瑪琳娜鑽石的首張專輯《傳家珠寶》(2010)中收錄的歌曲。歌曲做為專輯第二張單曲與作為B面的英國樂團Late of the Pier的歌曲《Space and the Woods》翻唱版於2009年11月13日一同釋出。《毛克利之路》原先是作為於2009年2月16日由Neon Gold Records釋出的單曲《著迷入魔》的B面。
歌曲標題是參考自魯德亞德·吉卜林的故事集《叢林奇譚》中的同名角色毛克利。

## 評價
《衛報》的史都華·赫里蒂奇（Stuart Heritage）在評論中寫道，「《毛克利之路》是張古怪的單曲。就像保羅·雷文把《惡靈線索》的海報跟精緻的刀器放在他的硬碟封面而不是改放其它東西一樣。成為熱門單曲對這首歌來說是垂手可得；或者，相反的，原本可以。聽到後段時，它演變成一個瘋狂的猴子哀號混音集跟一場幼童的低語夢魘，這很可能就是我慢性失眠的主因。」

## 音樂影片
《毛克利之路》音樂影片由Chris Sweeney執導拍攝並在2009年10月20日於YouTube上釋出。 影片的最大特點為在白螢幕前跳舞，被聚光燈照亮的瑪琳娜跟兩名女舞者身上長條的紙條軀幹。第二幕時，瑪琳娜對著插在圓檯上的麥克風唱歌。在這一幕中，燈光並沒有照在瑪琳娜身上，而瑪琳娜也沒有在用她自己的紙條腿隨著音樂跟節奏跺腳。當燈光打開的時候，瑪琳娜開始手舞足蹈起來；先前兩名跟她一樣的舞者這時也出現並跟她一起跳舞。在重複副歌之後，瑪琳娜在第三幕唱歌的同時伸縮她的紙條身軀。第四幕時，瑪琳娜跟舞者用他們的紙條軀幹開始跳起舞來。結尾時，隨著照明設備的淡出，舞者跟瑪琳娜擺出她在影片開頭時的姿勢。

## 曲目列表
- 英國iTunes單曲[4]

1. 《毛克利之路》 – 3:05
2. 《Space and the Woods》 – 2:49

- 英國iTunes再編曲
  - 《毛克利之路》 (The Phenomenal Handclap Band 再編曲) – 4:53[5]
  - 《Mowgli's Road》 (Russ Chimes 再編曲) – 5:09[6]

- 英國最終版 黑膠唱片單曲[7]

A. 《Mowgli's Road》 – 3:05
B. 《Space and the Woods》 – 2:49

## Personnel
資料來自《傳家珠寶》內頁。
- 瑪琳娜鑽石 – 主唱
- 蓋‧大衛 – 母帶製作
- 利安·浩威 – 原聲吉他、貝斯、鼓樂、工程、鍾琴、混音、Philicorda(電子琴)、製作、編成、湯匙樂器、哨樂bass,
- 都各‧拉 – Pro Tools(軟體操縱)
- 亞歷克斯‧馬肯金 – 大鍵琴
- 雷蒙德67 (網站Freesound專案) – 玩具猴樂聲
- Sandyrb (網站Freesound專案) – 人猿聲